# Estigmene conjuncta
Estigmene conjuncta là một loài bướm đêm thuộc phân họ Arctiinae, họ Erebidae.